# Valserres
Valserres est une commune française située dans le département des Hautes-Alpes en région Provence-Alpes-Côte d'Azur.

## Géographie

### Localisation
Valserres est une commune située au sud du département des Hautes-Alpes.
Elle est limitrophe avec cinq communes, dont deux dans le département limitrophe des Alpes-de-Haute-Provence :
| Jarjayes                           |                                  | Saint-Étienne-le-Laus |
|                                    | Valserres                        |                       |
| Venterol (Alpes-de-Haute-Provence) | Piégut (Alpes-de-Haute-Provence) | Remollon              |

### Géologie et relief
Les points culminants du territoire sont le Puy Cervier (1 239 mètres), au nord-ouest, et la Montagne Saint-Maurice (1 410 mètres) au sud-est.

### Hydrographie
La commune est arrosée par la Durance, au sud, ainsi que par un de ses affluents, l'Avance, dans la vallée de laquelle se trouve le village. Deux autres cours d'eau, le torrent de Comberland et le torrent du Merdarel coulent sur le territoire, rejoignant l'Avance.

### Transports
Le centre du village est traversé par la route départementale 942a reliant Gap à Remollon. Cette route croise la RD 942, assurant la liaison de l'autoroute A51 vers Sisteron au sud-ouest, à Briançon au nord-est. Il existe une RD 311.

### Climat
Pour des articles plus généraux, voir Climat de Provence-Alpes-Côte d'Azur et Climat des Hautes-Alpes.
En 2010, le climat de la commune est de type climat méditerranéen altéré, selon une étude du Centre national de la recherche scientifique s'appuyant sur une série de données couvrant la période 1971-2000. En 2020, Météo-France publie une typologie des climats de la France métropolitaine dans laquelle la commune est exposée à un climat de montagne ou de marges de montagne et est dans la région climatique Alpes du sud, caractérisée par une pluviométrie annuelle de 850 à 1 000 mm, minimale en été.
Pour la période 1971-2000, la température annuelle moyenne est de 9,9 °C, avec une amplitude thermique annuelle de 17,5 °C. Le cumul annuel moyen de précipitations est de 1 065 mm, avec 8,2 jours de précipitations en janvier et 5,4 jours en juillet. Pour la période 1991-2020, la température moyenne annuelle observée sur la station météorologique de Météo-France la plus proche, « Tallard », sur la commune de Tallard à 7 km à vol d'oiseau, est de 11,3 °C et le cumul annuel moyen de précipitations est de 766,0 mm. 
La température maximale relevée sur cette station est de 40 °C, atteinte le 28 juin 2019 ; la température minimale est de −20,5 °C, atteinte le 13 janvier 1987,,.
Les paramètres climatiques de la commune ont été estimés pour le milieu du siècle (2041-2070) selon différents scénarios d'émission de gaz à effet de serre à partir des nouvelles projections climatiques de référence DRIAS-2020. Ils sont consultables sur un site dédié publié par Météo-France en novembre 2022.

## Urbanisme

### Typologie
Au 1er janvier 2024, Valserres est catégorisée commune rurale à habitat dispersé, selon la nouvelle grille communale de densité à 7 niveaux définie par l'Insee en 2022.
Elle est située hors unité urbaine. Par ailleurs la commune fait partie de l'aire d'attraction de Gap, dont elle est une commune de la couronne,. Cette aire, qui regroupe 73 communes, est catégorisée dans les aires de 50 000 à moins de 200 000 habitants,.

### Occupation des sols
L'occupation des sols de la commune, telle qu'elle ressort de la base de données européenne d’occupation biophysique des sols Corine Land Cover (CLC), est marquée par l'importance des forêts et milieux semi-naturels (75,4 % en 2018), en augmentation par rapport à 1990 (71 %). La répartition détaillée en 2018 est la suivante : 
forêts (58,6 %), espaces ouverts, sans ou avec peu de végétation (10,5 %), terres arables (9,7 %), zones agricoles hétérogènes (8,7 %), milieux à végétation arbustive et/ou herbacée (6,3 %), prairies (6,2 %).
L'évolution de l’occupation des sols de la commune et de ses infrastructures peut être observée sur les différentes représentations cartographiques du territoire : la carte de Cassini (XVIIIe siècle), la carte d'état-major (1820-1866) et les cartes ou photos aériennes de l'IGN pour la période actuelle (1950 à aujourd'hui).

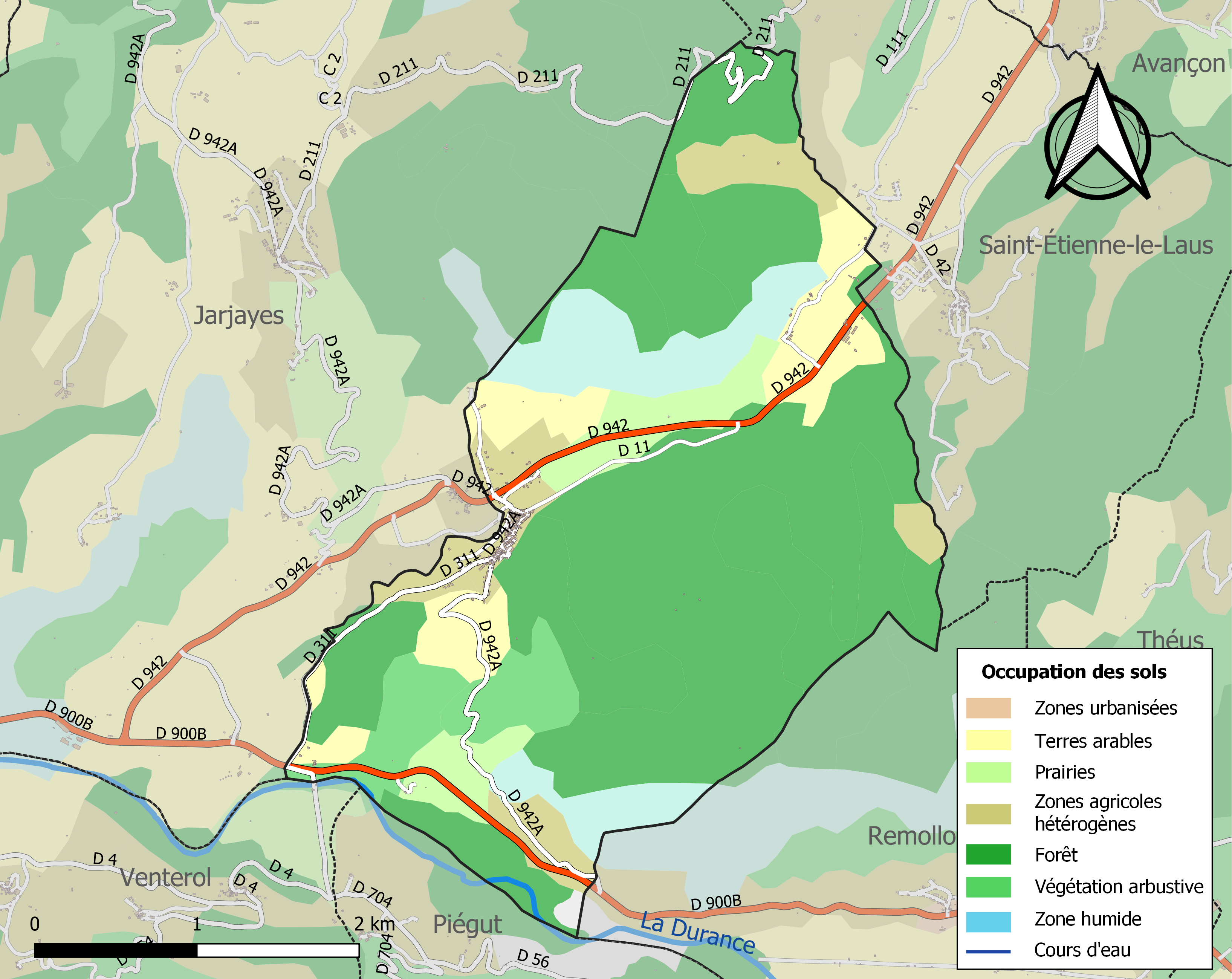
Carte de l'occupation des sols de la commune en 2018 (CLC).

## Toponymie
Le nom de la localité est attesté sous la forme latinisée de Valserra en 1120 dans les archives de l'abbaye de Boscodon, de ValserriS en 1274.
Vauserres en occitan haut-alpin.
« Val-serres » est un vallon entouré de "serres" ou proche d'une "serre" en Occitanie, « vallée » et pluriel de l'occitan serro « cime dentelé, crête de montagne, chaines de montagne. », provenant d'un terme pré-indo-européen ou au moins prélatin serra « montagne allongée, crête en dos d'âne  ».).

## Politique et administration

### Liste des maires
| Période                                  | Période  | Identité      | Étiquette | Qualité                       |
| ---------------------------------------- | -------- | ------------- | --------- | ----------------------------- |
| Les données manquantes sont à compléter. |          |               |           |                               |
| mars 2001                                | mai 2020 | Yves Jaussaud |           | Retraité de l'enseignement    |
| mai 2020                                 | En cours | Jean Sarret,  |           | Ancien agriculteur exploitant |

### Intercommunalité
Valserres fait partie:
- de 2000 à 2017, de la communauté de communes de la vallée de l'Avance ;
- à partir du 1er janvier 2017, de la communauté de communes Serre-Ponçon Val d'Avance[19].

## Population et société

### Démographie
L'évolution du nombre d'habitants est connue à travers les recensements de la population effectués dans la commune depuis 1793. Pour les communes de moins de 10 000 habitants, une enquête de recensement portant sur toute la population est réalisée tous les cinq ans, les populations de référence des années intermédiaires étant quant à elles estimées par interpolation ou extrapolation. Pour la commune, le premier recensement exhaustif entrant dans le cadre du nouveau dispositif a été réalisé en 2006.

En 2022, la commune comptait 285 habitants, en évolution de +8,78 % par rapport à 2016 (Hautes-Alpes : +0,4 %, France hors Mayotte : +2,11 %).
| 1793 | 1800 | 1806 | 1821 | 1831 | 1836 | 1841 | 1846 | 1851 |
| ---- | ---- | ---- | ---- | ---- | ---- | ---- | ---- | ---- |
| 329  | 349  | 395  | 426  | 475  | 484  | 492  | 514  | 529  |

| 1856 | 1861 | 1866 | 1872 | 1876 | 1881 | 1886 | 1891 | 1896 |
| ---- | ---- | ---- | ---- | ---- | ---- | ---- | ---- | ---- |
| 506  | 523  | 529  | 511  | 502  | 510  | 524  | 424  | 450  |

| 1901 | 1906 | 1911 | 1921 | 1926 | 1931 | 1936 | 1946 | 1954 |
| ---- | ---- | ---- | ---- | ---- | ---- | ---- | ---- | ---- |
| 384  | 364  | 310  | 264  | 242  | 242  | 255  | 241  | 208  |

| 1962 | 1968 | 1975 | 1982 | 1990 | 1999 | 2006 | 2011 | 2016 |
| ---- | ---- | ---- | ---- | ---- | ---- | ---- | ---- | ---- |
| 227  | 212  | 149  | 148  | 164  | 192  | 205  | 235  | 262  |

| 2021 | 2022 | - | - | - | - | - | - | - |
| ---- | ---- | - | - | - | - | - | - | - |
| 279  | 285  | - | - | - | - | - | - | - |

### Enseignement
Valserres dépend de l'académie d'Aix-Marseille. Les élèves de la commune commencent leur scolarité à l'école primaire du village, qui regroupe 31 enfants, dans deux classes.

### Santé
La commune dispose d'un service d'aides et de soins infirmiers à domicile.

### Culte
La paroisse catholique de Valserres dépend du diocèse de Gap et d'Embrun, doyenné de Chorges le Laus.

### Services publics
La commune dispose d'un bureau de poste, ouvert tous les matins.

## Économie
Elle fait partie des zones de production de l'agneau de Sisteron, des vins Hautes-Alpes IGP, y compris primeurs et des vins de la Méditerranée.
La commune compte un seul commerce : un bar.

## Culture locale et patrimoine

### Lieux et monuments
- L'église paroissiale de l'Assomption-et-du Saint-Esprit de Valserres
- Le château
- La chapelle Saint-Maurice
- Le pont de l'archidiacre, sur la Durance
- L'ancien lavoir
- La fontaine des prêtes

### Héraldique
| Blason de Valserres | Blason  | D'azur à une grappe de raisin tigée et feuillée au naturel, à l'inscription en chef VALSERRES en lettres capitales d'or. |
| Blason de Valserres | Détails | Le statut officiel du blason reste à déterminer.                                                                         |